# 5759 Зощенко
5759 Зо́щенко (5759 Zoshchenko) — астероїд головного поясу, відкритий 22 січня 1980 року.
Тіссеранів параметр щодо Юпітера — 3,290.
Названо на честь Зощенка Михайла Михайловича (1895–1958) — радянського письменника-новеліста, сатирика.